# Miroidea
Miroidea é uma superfamília de insectos da ordem Hemiptera que agrupa cerca de 4 800 espécies.

## Famílias
A superfamília Miroidea inclui as seguintes famílias:
- †Ebboidae Perrichot et al., 2006
- †Hispanocaderidae Golub and Popov, 2012
- †Ignotingidae Zhang et al., 2005
- Miridae
- Thaumastocoridae Kirkaldy, 1908
- Tingidae